# Em (restaurante)
Em es un restaurante de alta cocina en la Colonia Roma, Cuauhtémoc, Ciudad de México, México, que sirve cocina mexicana contemporánea con influencias japonesas. Dispone opciones a la carta diarias y un menú degustación de ocho a nueve platos completos. Es propiedad del chef Luis «Lucho» Martínez, quien lo abrió en 2018 como Emilia en la colonia Cuauhtémoc de la Ciudad de México. Posteriormente, el negocio cambió de nombre y se trasladó a la Colonia Roma debido al impacto de la pandemia de COVID-19 en la industria alimentaria. En 2024, el restaurante recibió una estrella Michelin en la primera Guía Michelin que cubre restaurantes en México.

## Descripción
Em está abierto por la noche, tiene espacio para 52 asientos y requiere reservas para asistir. El restaurante ofrece tanto platos a la carta y un menú degustación de omakase de ocho a nueve platos; el cliente permite a los cocineros elegir los platos que servirán. El menú de cartas se actualiza semanalmente y las opciones diarias que lo acompañan se reemplazan cada tres meses. Los clientes que eligen el menú degustación se sientan en la barra principal mientras que los que piden a la carta se sientan en mesas circundantes.
Em sirve comida mexicana con influencias japonesas. Martínez afirma que el menú cambia constantemente porque «mantiene vivo el misterio» y permite el uso de ingredientes de temporada.
Según Regina Barberena, el menú incluye maíz tierno cubierto con caviar y queso bola procedente de Ocosingo, Chiapas; un risotto dashi de enoki de hongos, shimeji con cebolla caramelizada y ajo picante; lubina cubierta con crema de tallos de perejil y salsa de ajo blanco; helado de melisa; y chocolate negro relleno de sal marina y caramelo con helado de kombu encima. En su viaje, Guillaume Guevara destacó platos como el mole con lengua de res, pollo picante, carne wagyu y caviar Petrossian.

## Historia
Em es propiedad del chef Luis «Lucho» Martínez, quien trabajó en los restaurantes Quintonil, Máximo Bistrot y Mia Domenicca. Según él, no quería crear un restaurante de comida mexicana que pudiera asociarse con Pujol o Quintonil. Martínez abrió Emilia en 2018 en la calle Río Pánuco, Colonia Cuauhtémoc, y le puso al restaurante el nombre de su hija. Martínez y su socio Ebo Kobayashi planificaron el diseño interior del restaurante con la diseñadora japonesa Kanako Ishida, utilizando materiales como cobre, cantera y mármol. Debido al impacto de la pandemia de COVID-19 en la industria alimentaria, el restaurante pasó a llamarse Em y se reubicó en la calle Tonalá, Colonia Roma, en un espacio que anteriormente albergaba a Máximo Bistrot. Encima del restaurante, Martínez abrió un bar llamado 686 Bar.

## Recepción
En su selección de los veintitrés mejores restaurantes de la Ciudad de México, Time Out ubicó a Em en el puesto número quince. En su reseña para la misma revista, Barberena calificó a Em con cinco estrellas de cinco y agregó: «Emília [sic] se perfila en la cocina mundial con técnicas sorprendentes, toques finales de buen gusto que no necesariamente deleitan a todos los paladares», mostrando su aprecio por experimentar una variedad de sabores en un plato. Guevara describió los platos como «de alta gama» y vio a Em como un restaurante más accesible que Pujol.
Marco Beteta recomendó las opciones omakase. Juan Carlos Gamboa, autor de Caras, dijo que los platos del chef «sorprenden por su elegancia y sencillez». Un escritor de El Universal encontró la experiencia placentera y los sabores intensos. Cuando la Guía Michelin debutó en 2024 en México, otorgó estrellas Michelin a 18 restaurantes. Em recibió una estrella, lo que significa «cocina de alta calidad, vale la pena visitarlo». La guía añadió: «tanto el menú a la carta y los menús de degustación se superponen bastante bien ...Sabores refinados y audaces se perciben claramente en ambos».
Em, junto con otros seis restaurantes con estrellas Michelin en la Ciudad de México, fue homenajeado por Martí Batres, jefe de Gobierno de la Ciudad de México. Les entregó a los chefs una estatuilla de ónix «como muestra de agradecimiento por su papel en la promoción del turismo en la ciudad». El diseño de la estatuilla está inspirado en la escultura prehispánica La joven de Amajac, «en reconocimiento a las importantes aportaciones de las mujeres indígenas a la gastronomía nacional e internacional».